# Quadro de medalhas dos Jogos Olímpicos de Inverno de 1968
Este é o quadro de medalhas dos Jogos Olímpicos de Inverno de 1968, realizados em Grenoble, França. O ordenamento é feito pelo número de medalhas de ouro, estando as medalhas de prata e bronze como critérios de desempate em caso de países com o mesmo número de ouros. Se, após esse critério, os países continuarem empatados, posicionamento igual é dado e eles são listados alfabeticamente. Este é o sistema utilizado pelo Comitê Olímpico Internacional.
| Ordem | País                   | Medalha de ouro | Medalha de prata | Medalha de bronze |     |
| ----- | ---------------------- | --------------- | ---------------- | ----------------- | --- |
| 1     | NOR Noruega            | 6               | 6                | 2                 | 14  |
| 2     | URS União Soviética    | 5               | 5                | 3                 | 13  |
| 3     | FRA França             | 4               | 3                | 2                 | 9   |
| 4     | ITA Itália             | 4               |                  |                   | 4   |
| 5     | AUT Áustria            | 3               | 4                | 4                 | 11  |
| 6     | NED Países Baixos      | 3               | 3                | 3                 | 9   |
| 7     | SWE Suécia             | 3               | 2                | 3                 | 8   |
| 8     | FRG Alemanha Ocidental | 2               | 2                | 3                 | 7   |
| 9     | USA Estados Unidos     | 1               | 5                | 1                 | 7   |
| 10    | GDR Alemanha Oriental  | 1               | 2                | 2                 | 5   |
| 10    | FIN Finlândia          | 1               | 2                | 2                 | 5   |
| 12    | TCH Checoslováquia     | 1               | 2                | 1                 | 4   |
| 13    | CAN Canadá             | 1               | 1                | 1                 | 3   |
| 14    | SUI Suíça              |                 | 2                | 4                 | 6   |
| 15    | ROU Romênia            |                 |                  | 1                 | 1   |
| TOTAL | TOTAL                  | 35              | 39               | 32                | 106 |

## Referência
- Quadro de medalhas - Grenoble 1968, página do Comitê Olímpico Internacional